# Mitricephala dohrni
Mitricephala dohrni är en insektsart som först beskrevs av Bolívar, I. 1905.  Mitricephala dohrni ingår i släktet Mitricephala och familjen Pyrgomorphidae. Inga underarter finns listade i Catalogue of Life.